# ダートマス伯爵
ダートマス伯爵（英: Earl of Dartmouth）は、グレートブリテン貴族の伯爵位。トーリー党の政治家第2代ダートマス男爵ウィリアム・レッグが1711年に叙されたのに始まる。

## 歴史

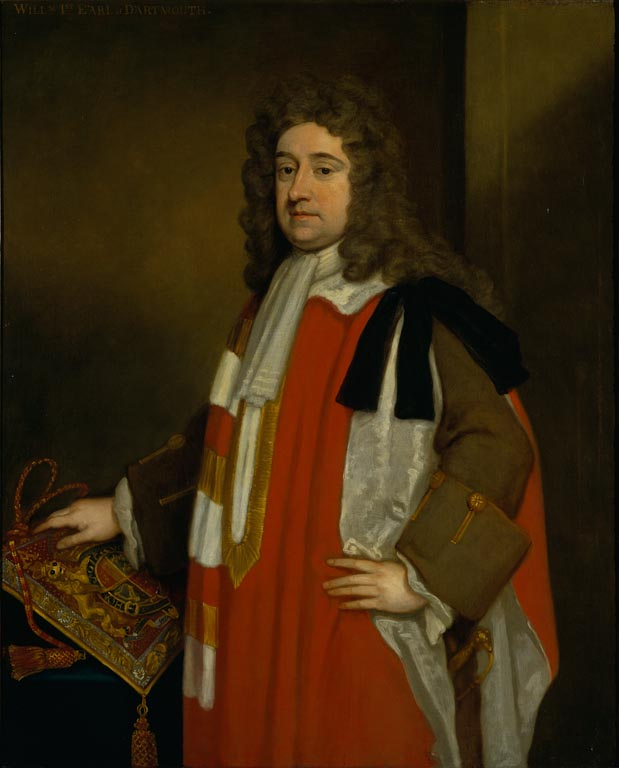
初代ダートマス伯ウィリアム・レッグ

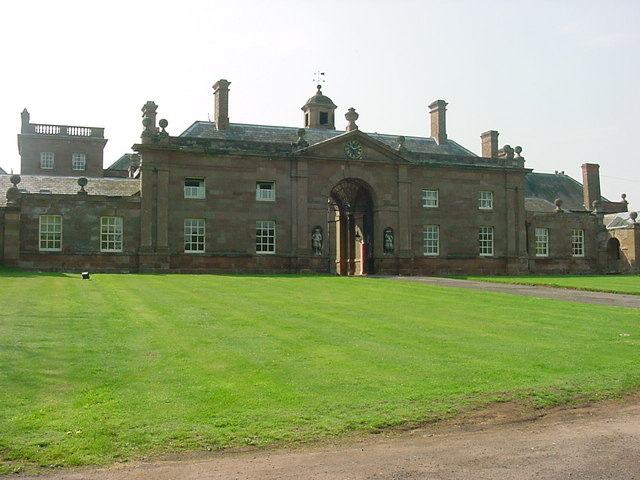
伯爵家の旧邸宅パットシャル・ホール

イングランド海軍の提督ジョージ・レッグ(1647–1691)は、1682年12月2日の勅許状でイングランド貴族爵位デヴォン州におけるダートマスのダートマス男爵(Baron Dartmouth, of Dartmouth in the County of Devon)に叙された。彼は1688年にオラニエ公ウィレム（ウィリアム3世）の上陸を阻止するための艦隊の提督を務めていたため、名誉革命後、ロンドン塔に投獄され、そこで死去した。
その息子で第2代ダートマス男爵位を継承したウィリアム・レッグ(1672–1750)は、トーリー党穏健派の政治家として南部担当国務大臣（在職1710-1713）や王璽尚書（在職1713-1714）などの閣僚職を務めた、そして1711年9月5日にグレートブリテン貴族爵位ダートマス伯爵(Earl of Dartmouth)とケント州におけるルイシャムのルイシャム子爵(Viscount Lewisham, of Lewisham in the County of Kent)に叙せられた。
初代伯爵の死後、その孫にあたるウィリアム・レッグ(1731–1801)が第2代伯爵位を継承した。彼も商務長官(1765年-1766年)や植民地大臣(1772年-1775年)、王璽尚書(1775年-1782年)などの閣僚職を歴任している。
2代伯爵の死後、その息子ジョージ・レッグ(1755–1810)が3代伯爵位を継承した。彼は襲爵前にトーリー党の庶民院議員を務め、1801年から1802年にかけてインド庁長官を務めた。
3代伯爵の死後、その息子ウィリアム・レッグ(1784–1853)が4代伯爵を継承し、4代伯爵の死後はその息子ウィリアム・ウォルター・レッグ(1823–1891)が5代伯爵位を継承し、5代伯爵の死後はその息子ウィリアム・ヘンエッジ・レッグ(1851–1936)が6代伯爵を継承し、6代伯爵の死後はその息子ウィリアム・レッグ(1881–1958)が7代伯爵を継承した。いずれの当主も襲爵前にトーリー党・保守党の庶民院議員を務めている。
7代伯の唯一の男子だったルイシャム子爵ウィリアム・レッグ(1913-1942)は第二次世界大戦の北アフリカ戦線で戦死したため、7代伯の死後は、その弟ハンフリー・レッグ(1888–1962)が8代伯爵を継承している。
8代伯の死後はその息子ジェラルド・ハンフリー・レッグ(1924–1997)が9代伯爵を継承した。9代伯はリア・ブラザーズ(Rea Brothers)の取締役を務めたほか、ロイヤル・コーラル・ソサエティやアングロ＝ブラジリアン協会(Anglo-Brazilian Society)の議長を務めた。9代伯の妻レイン（旧姓マッコーコデール）は、1976年に9代伯と離婚した後、ダイアナ皇太子妃の父第8代スペンサー伯爵エドワード・スペンサーと再婚しており、したがってダイアナ皇太子妃の継母にあたる。
9代伯の死後は、その息子ウィリアム・レッグ(1949-)が10代伯爵位を継承した。彼が2017年現在の当主である。
本邸はウェストヨークシャーのマーズデンにあるブラックリー・ハウス(Blakelea House)。

## 現当主の保有爵位
現当主ウィリアム・レッグは以下の爵位を保有している。
- 第10代ダートマス伯爵(10th Earl of Dartmouth)
(1711年9月5日の勅許状によるグレートブリテン貴族爵位)
- ケント州におけるルイシャムの第10代ルイシャム子爵(10th Viscount Lewisham, of Lewisham in the County of Kent)
(1711年9月5日の勅許状によるグレートブリテン貴族爵位)
- デヴォン州におけるダートマスの第11代ダートマス男爵(11th Baron Dartmouth, of Dartmouth in the County of Devon)
(1682年12月2日の勅許状によるイングランド貴族爵位)

## 当主一覧

### ダートマス男爵 (1682年)
- 初代ダートマス男爵ジョージ・レッグ（英語版） (1647–1691)
- 2代ダートマス男爵ウィリアム・レッグ (1672–1750) (先代の息子。1711年にダートマス伯爵)

### ダートマス伯爵 (1711年)
- 初代ダートマス伯爵ウィリアム・レッグ (1672–1750)
- 2代ダートマス伯爵ウィリアム・レッグ (1731–1801) (先代の孫)
- 3代ダートマス伯爵ジョージ・レッグ（英語版） (1755–1810)(先代の息子)
- 4代ダートマス伯爵ウィリアム・レッグ (1784–1853)(先代の息子)
- 5代ダートマス伯爵ウィリアム・ウォルター・レッグ（英語版） (1823–1891)(先代の息子)
- 6代ダートマス伯爵ウィリアム・ヘンエッジ・レッグ（英語版） (1851–1936)(先代の息子)
- 7代ダートマス伯爵ウィリアム・レッグ（英語版） (1881–1958)(先代の息子)
- 8代ダートマス伯爵ハンフリー・レッグ（英語版） (1888–1962)(先代の弟)
- 9代ダートマス伯爵ジェラルド・ハンフリー・レッグ  (1924–1997)(先代の息子)
- 10代ダートマス伯爵ウィリアム・レッグ (1949-)(先代の息子)
  - 推定相続人は、現当主の弟ルパート・レッグ(1951-)
    - その相続人はルパートの息子エドワード・レッグ(1986-)